# Eva Haule
Eva Sybille Haule (* 16. Juli 1954 in Tübingen; zeitweise Eva Sybille Haule-Frimpong) ist ein ehemaliges Mitglied der  linksextremistischen terroristischen Vereinigung Rote Armee Fraktion (RAF) und war an mehreren Anschlägen beteiligt. 1986 wurde sie verhaftet und in zwei Prozessen unter anderem wegen dreifachen Mordes und 23-fachen versuchten Mordes zu lebenslanger Freiheitsstrafe verurteilt. 2007 wurde sie auf Bewährung entlassen. Seit ihrer Haft arbeitet sie als künstlerische Fotografin.

## Leben
Haule, die Tochter eines Versicherungsvertreters, besuchte ab 1967 das Esslinger Mörike-Gymnasium und gab zur Zeit ihres Abiturs 1974 den Berufswunsch Journalistin an. Sie schrieb sich zuerst an der dortigen Pädagogischen Hochschule ein, wurde aber im Sommer 1975 exmatrikuliert, weil sie das Studium nicht angetreten hatte. 1978/79 war sie an der Evangelischen Fachhochschule für Sozialwesen in Reutlingen eingeschrieben, in den beiden Jahren darauf an der Berliner Fachhochschule für Sozialpädagogik; ab Anfang 1979 lebte sie in Berlin. Von 1980 bis zur Scheidung 1988 war Haule mit dem aus Ghana stammenden Emmanuel Kwame Frimpong verheiratet und führte bis 1993 den Doppelnamen Haule-Frimpong. Ab 1983 lebte sie von ihm getrennt.

### Mitgliedschaft in der RAF
Über die Berliner Hausbesetzer-Szene kam Haule in Kontakt mit militanten Linksradikalen. Zu Haules Berliner Bekannten gehörte seit Ende der 1970er Jahre die später ebenfalls als RAF-Mitglied verurteilte Manuela Happe. Ab 1979 betreute sie Mitglieder der Bewegung 2. Juni in Gefängnissen, später auch Mitglieder der RAF, ab Mai 1982 Lutz Taufer und später den ab November 1982 inhaftierten Christian Klar, und lebte von Sozialhilfe.
1982 kam Haule unter Verdacht auf Begehung von Brandanschlägen auf deutsche und amerikanische Militäreinrichtungen in Untersuchungshaft, das Ermittlungsverfahren wurde jedoch eingestellt. Sie hatte zu diesem Zeitpunkt in Gerlingen bei Stuttgart eine gemeinsame Wohnung mit Personen, die zum RAF-Mitgliederkreis gezählt werden, nämlich Thomas Simon sowie Barbara und Horst Ludwig Meyer; Fingerabdrücke von Wolfgang Grams und Christoph Seidler deuten darauf hin, dass auch sie dort wohnten. Im Februar 1984 – wenige Tage nach Beginn der Hauptverhandlung im Strafverfahren gegen Christian Klar – tauchte die bisherige Sympathisantin in die Illegalität ab und schloss sich als aktives Mitglied der dritten Generation der RAF an. Im Juli 1984 entging sie einer Festnahme mehrerer RAF-Mitglieder in einer auch von ihr bewohnten Wohnung in Frankfurt, als sie zufällig nicht anwesend war. Die Polizei stellte damals neben zahlreichen Waffen auch mehrere belastende Dokumente mit Haules Fingerabdrücken sicher. Noch im selben Monat wurde ein internationaler Haftbefehl gegen sie ausgestellt. Im September 1985 fanden Ermittler in einer Wohnung in Tübingen ihre Fingerabdrücke neben denen Grams’, Seidlers und beider Meyers; seitdem war ihr Aufenthaltsort unbekannt.
Neben Wolfgang Grams und Birgit Hogefeld gilt Haule als Mitglied des engsten Führungskreises der dritten Generation der RAF. Sie galt als Verbindungsperson der RAF zur französischen Action directe, von der sie zwei belgische Pässe erhielt; diese wiederum bekam von der RAF Schusswaffen aus dem Raub in einem Maxdorfer Waffengeschäft 1984. In den Jahren ihrer aktiven Mitgliedschaft verübte die RAF Aktionen und Anschläge, durch die insgesamt sechs Menschen ermordet wurden, darunter die Manager Ernst Zimmermann und Karl Heinz Beckurts sowie die nicht persönlich als Ziele ausgewählten Opfer Eckhard Groppler (Beckurts’ Fahrer), Frank H. Scarton und Becky Jo Bristol (Soldat und zivile Angestellte des US-Luftwaffenstützpunkts Frankfurt). Wegen ihrer vermuteten Beteiligung an mehreren dieser Anschläge kam es in der Folge zu Ermittlungen und in zwei Fällen zu Strafprozessen gegen Haule.

### Verhaftung, Prozesse und Haft
Eva Haule, die ihr Aussehen völlig verändert hatte, wurde nach einem Hinweis eines Gastes am 2. August 1986 in einem Eiscafé in Rüsselsheim zusammen mit zwei Personen aus Düsseldorf festgenommen, die von den Ermittlungsbehörden zum „illegalen militanten Bereich“ der RAF gezählt wurden. Auf die Ergreifung von Haule-Frimpong waren 50.000 Mark ausgesetzt. Dies war bis 1993 die letzte Verhaftung von Angehörigen der Kommandoebene der RAF.
Am 1. September 1987 wurde vor dem Oberlandesgericht Stuttgart die Hauptverhandlung gegen Haule-Frimpong und ihre beiden Begleiter eröffnet. Wegen ihrer Mitgliedschaft in einer terroristischen Vereinigung, Urkundenfälschung, Hehlerei und Verstoßes gegen das Waffengesetz sowie eines Überfalls auf ein Waffengeschäft in Maxdorf 1984 und eines versuchten Bombenanschlages auf die NATO-Schule in Oberammergau im Dezember 1984 wurde sie am 28. Juni 1988 zu 15 Jahren Haft verurteilt.
Diese Haftstrafe wäre 2001 abgelaufen, jedoch wurde aufgrund neuer Beweise ein neues Ermittlungsverfahren gegen Haule-Frimpong eingeleitet.
Vom 7. Januar 1993 an ermittelte die Bundesanwaltschaft gegen sie wegen vermuteter Beteiligung am dreifachen Mord und 23-fachen versuchten Mord (Ermordung des US-Soldaten Edward Pimental und Sprengstoffanschlag auf die Rhein-Main Air Base 1985). In der Haftzelle der RAF-Angehörigen Manuela Happe waren im März 1990 zwei Kassiber gefunden worden, die Haule zugeordnet werden konnten. Darin beschrieb Haule genau, welche konkreten Ziele die RAF mit der Ermordung Pimentals verfolgte und wie die Situation innerhalb der RAF nach dem Anschlag war, wobei sie immer wieder von „wir“ sprach. Das war laut dem zuständigen Sachbearbeiter Klaus Pflieger bei der Bundesanwaltschaft nicht als allgemeiner Hinweis auf die RAF, sondern auf die konkreten Urheber der Taten zu verstehen, zumal die Verfasserin sich für die Ermordung von „pim“ (Pimental) verantwortlich zu fühlen schien. Daher wurde Haule im März 1993 angeklagt und die Sache ab November 1993 vor dem Oberlandesgericht Frankfurt am Main verhandelt. Der Senat folgte der Argumentation der Anklage. Wegen des Mordes an dem US-Soldaten sowie wegen Sprengstoffanschlags wurde Haule durch Urteil vom 28. April 1994 – im Wege einer Gesamtstrafenbildung unter Einbeziehung des Urteils von 1988 – rechtskräftig zu einer lebenslangen Freiheitsstrafe verurteilt und die besondere Schwere der Schuld festgestellt. Verschiedene Medien hatten den Prozess so kommentiert, dass die Anklage „auf tönernen Füßen“ gestanden habe und man auf sie hätte verzichten können, da Haule sich sowieso schon in Haft befand. Bei dieser Argumentation wurde verkannt, dass die Mindestverbüßungszeit bei der ursprünglich verhängten 15-jährigen Freiheitsstrafe siebeneinhalb Jahre betrug, bei der lebenslangen Strafe hingegen 15 Jahre.
Haule war zunächst in der JVA Stuttgart-Stammheim inhaftiert und wurde 1989 ins Frauengefängnis Frankfurt-Preungesheim verlegt. Ab 2004 war sie bis zu ihrer Freilassung in der Frauenvollzugsanstalt Berlin-Neukölln im offenen Vollzug.

### Entlassung zur Bewährung
Einem von Haule gestellten Antrag auf Entlassung zur Bewährung wurde am 16. August 2007 stattgegeben. Das Oberlandesgericht Frankfurt setzte den Rest ihrer lebenslangen Freiheitsstrafe zur Bewährung aus. Die Bewährungszeit wurde auf fünf Jahre festgesetzt.
Der zuständige Senat hatte die Verurteilte zweimal persönlich angehört. Er war zu der Überzeugung gelangt, dass von Haule derzeit keine Gefahr für die Allgemeinheit mehr ausgehe. Haule habe überzeugend klargemacht, Gewalt in Form des „bewaffneten Kampfes“ nicht mehr als geeignetes Mittel zur Erreichung politischer Ziele anzusehen.
Haule wurde am 17. August 2007 aus dem Frauengefängnis Berlin-Neukölln entlassen. Von der RAF hatte sich Haule nicht distanziert.

### Arbeit als Künstlerin
Haule nahm zunächst im Frankfurter Gefängnis an einem Fotografiekurs teil und absolvierte später als Freigängerin in Berlin eine Ausbildung zur Fotografin. Sie stellte erstmals im  März 2005 im Rahmen der Ausstellung „Kunst von Außenseitern“ im Abgeordnetenhaus von Berlin Porträtfotos aus, die sie von inhaftierten Frauen gemacht hatte. Ihre Beteiligung löste heftige Proteste unter den Abgeordneten und in der Öffentlichkeit aus. Eine zweite Ausstellung (Abschlussarbeit Schule für Fotografie) fand im März 2007 in der Galerie VolkArt Berlin statt.

## Veröffentlichungen
- Porträts gefangener Frauen. AG SPAK Bücher, 2005, ISBN 3-930830-65-5, 98 Seiten
- La revolución somos todos – Die Revolution sind wir alle – Gespräche mit BasisaktivistInnen und Fotos aus Venezuela. AG SPAK Bücher, 2009, ISBN 978-3-930830-04-6, 143 Seiten